# Belgrano AC
A Belgrano AC egy argentin labdarúgócsapat Belgrano városában. A egyesületet 1896. augusztus 17-én alapították. A csapat jelenleg alacsonyabb ligákban szerepel. A klub az 1910-es évek végén kilépett az argentin labdarúgó-szövetségből.
Háromszor nyerték meg az első osztályt és egyszer a Copa de Honor Municipalidad de Buenos Airest.

## Sikerek
Primera División
- Bajnok (3): 1899, 1904, 1908

Copa de Competencia Jockey Club
- Döntős (1): 1907

Copa de Honor Municipalidad de Buenos Aires
- Győztes (1): 1907

Copa Bullrich
- Győztes (1): 1905

Tie-kupa
- Győztes (1): 1900
- Döntős (1): 1906

Copa de Honor Cousenier
- Győztes (1): 1907

## Fordítás
Ez a szócikk részben vagy egészben  a   Belgrano Athletic Club című angol Wikipédia-szócikk fordításán alapul.  Az eredeti cikk szerkesztőit annak laptörténete sorolja fel. Ez a jelzés csupán a megfogalmazás eredetét és a szerzői jogokat jelzi, nem szolgál a cikkben szereplő információk forrásmegjelöléseként.